# Біонер
Біонер («Біологічних Піонер") є неологізмом вигаданим режисером, автором та еко-активістом Кенні Осабелем  Згідно з Utne Reader, біонер це "біологічний піонер, ековинахідник, який отримав елегантний і часто простий набір рішень для екологічних проблем.